# Ligne de chemin de fer de Semmering
La ligne de chemin de fer du Semmering est la première ligne de montagne à voie normale construite en Europe. Elle fait partie de l'itinéraire autrichien de Vienne à Graz.

## Caractéristiques
Les 41 km de ligne reliant Gloggnitz à Mürzzuschlag présentent un dénivelé de 459 m, le point le plus élevé étant à 898 m. Quatorze tunnels et de spectaculaires ouvrages d'art jalonnent cette voie.

## Histoire

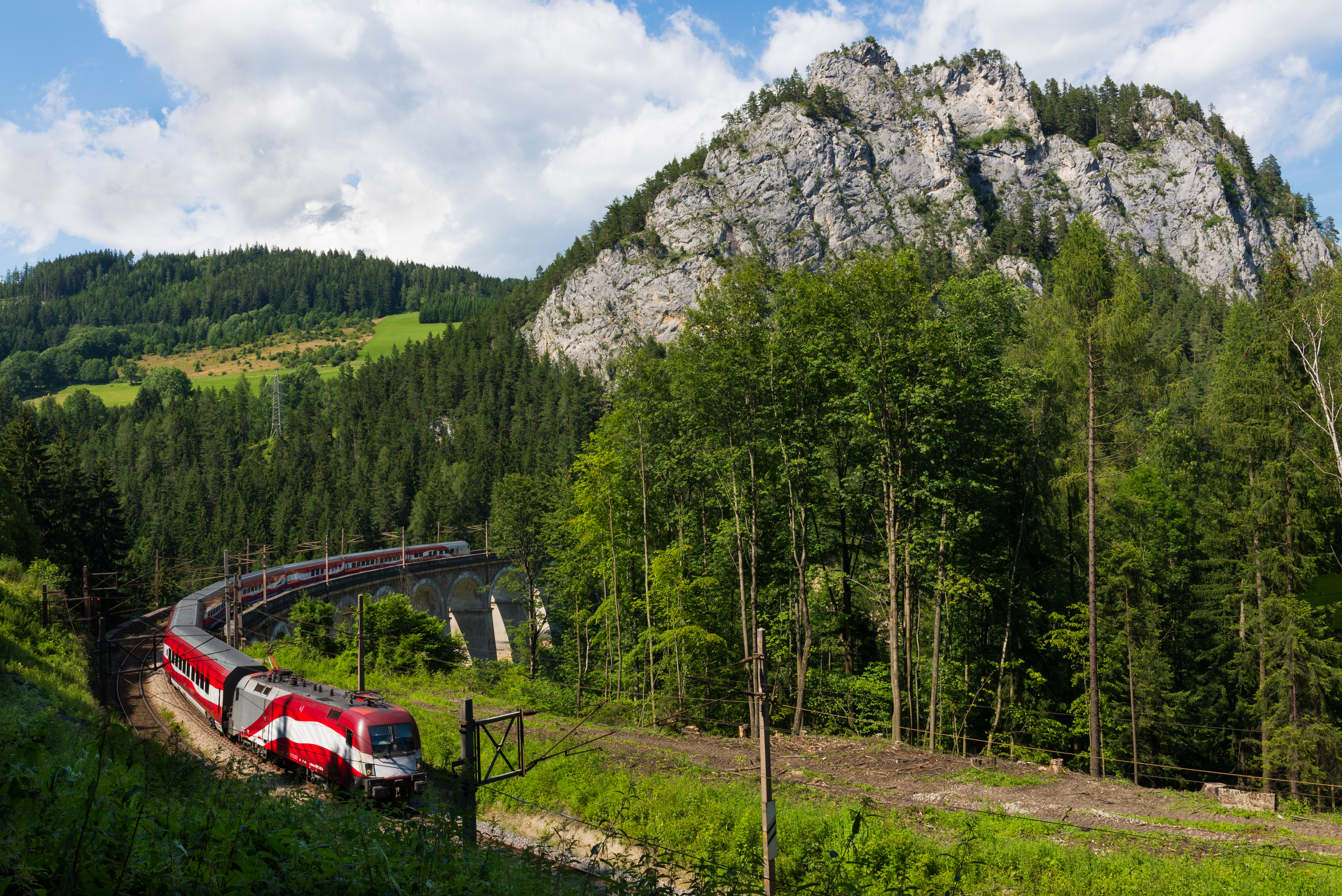
Un viaduc de la ligne sur la Kalte Rinne avec un train Railjet.

La conception de l'ouvrage est due à un vénitien, Carlo Ghega, anobli sous le nom de Carl Ritter von Ghega (1802-1860). 20 000 ouvriers travaillèrent à la construction de la ligne. Un millier d'ouvriers ont trouvé la mort (accidents et épidémie). 
À l'origine, les locomotives à vapeur circulaient à 6 km/h. Depuis l'électrification en 1956, la vitesse sur la ligne atteint 60 km/h.

## Patrimoine mondial
Depuis 1998, la ligne est inscrite dans la liste du patrimoine mondial de l'Unesco (Ligne de chemin de fer de Semmering sur le site de l'UNESCO).

## Galerie

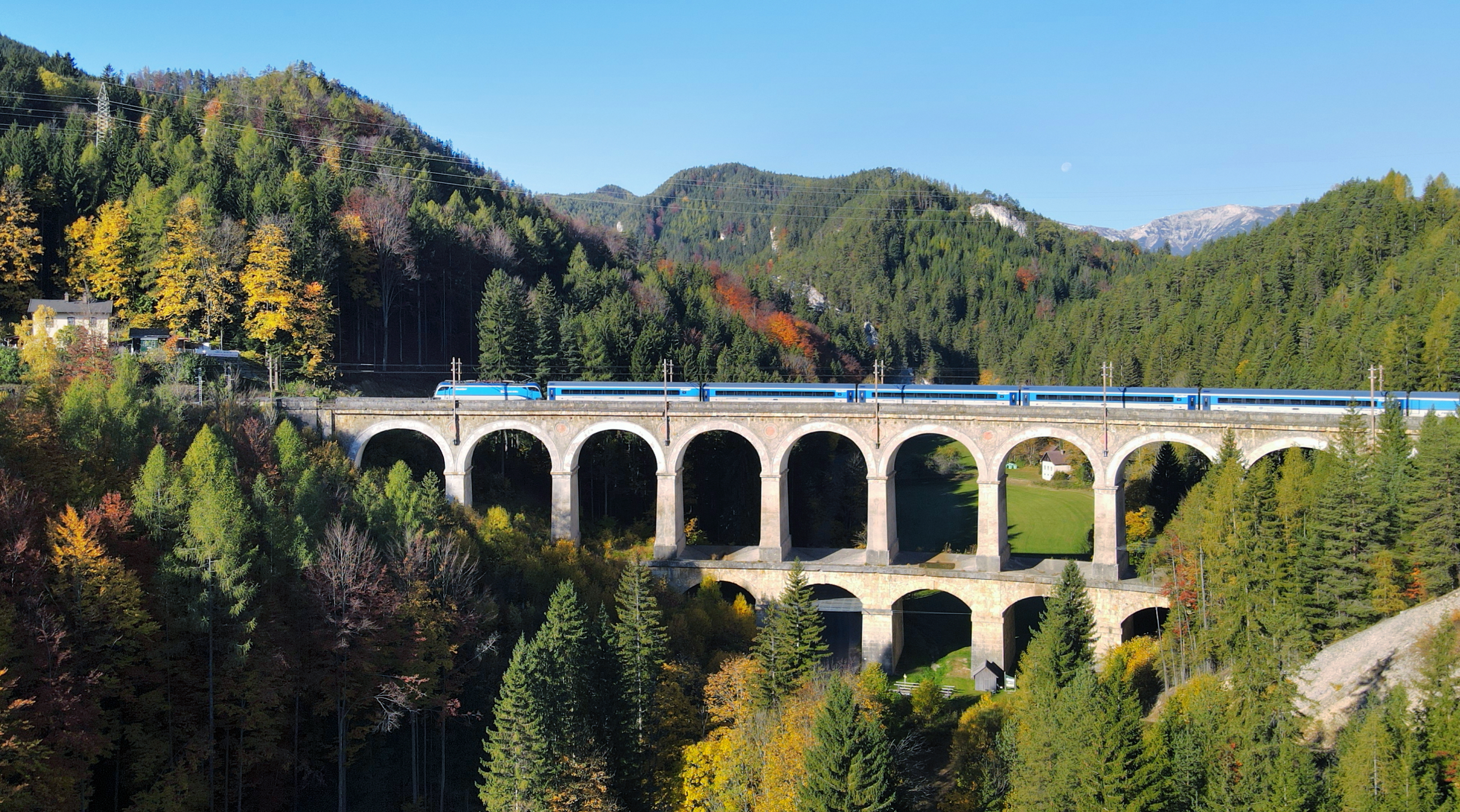
Viaduc de la Krauselklause 2021
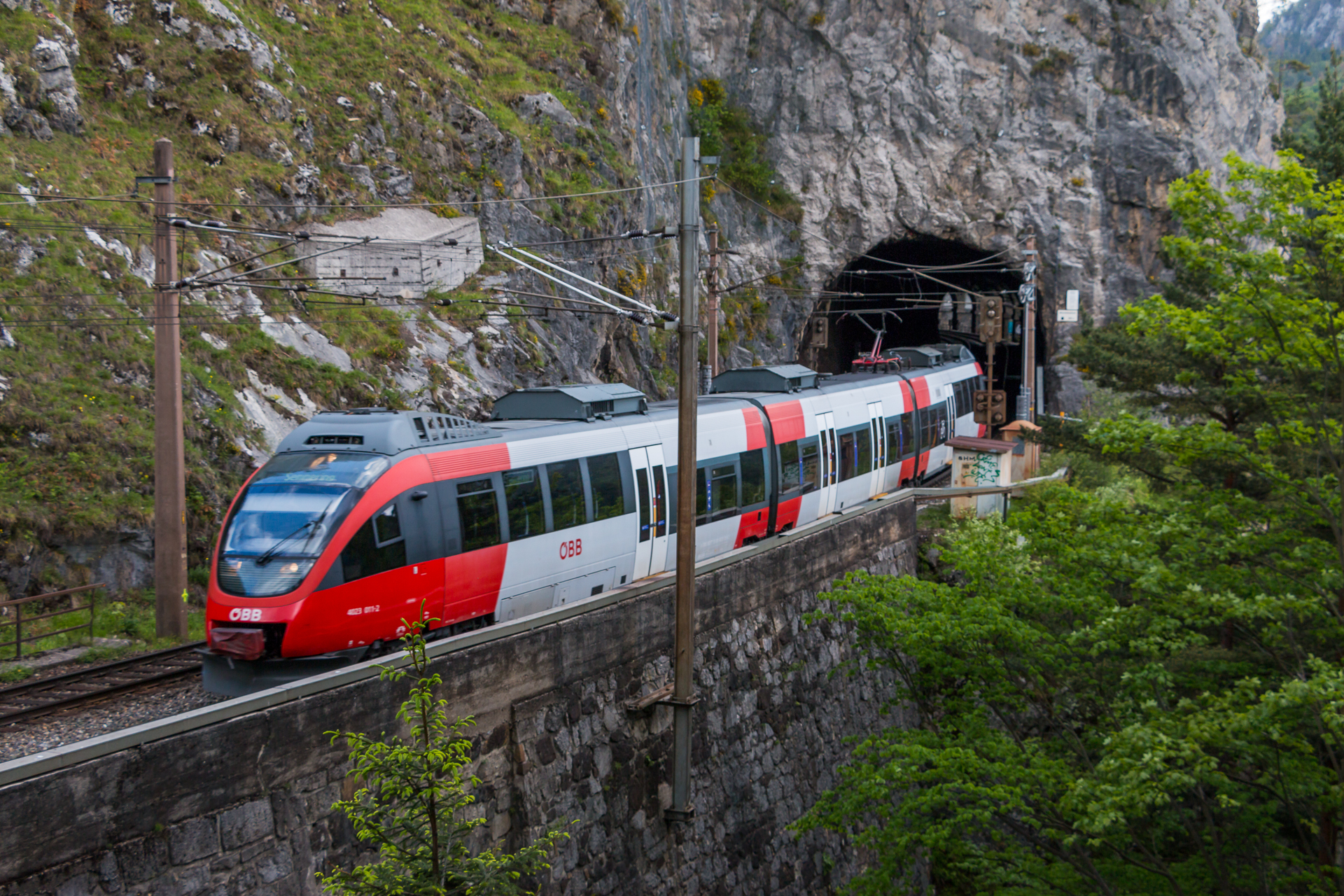
Train R 6487 à la sortie du tunnel de Weinzettelwand le 23 mai 2017
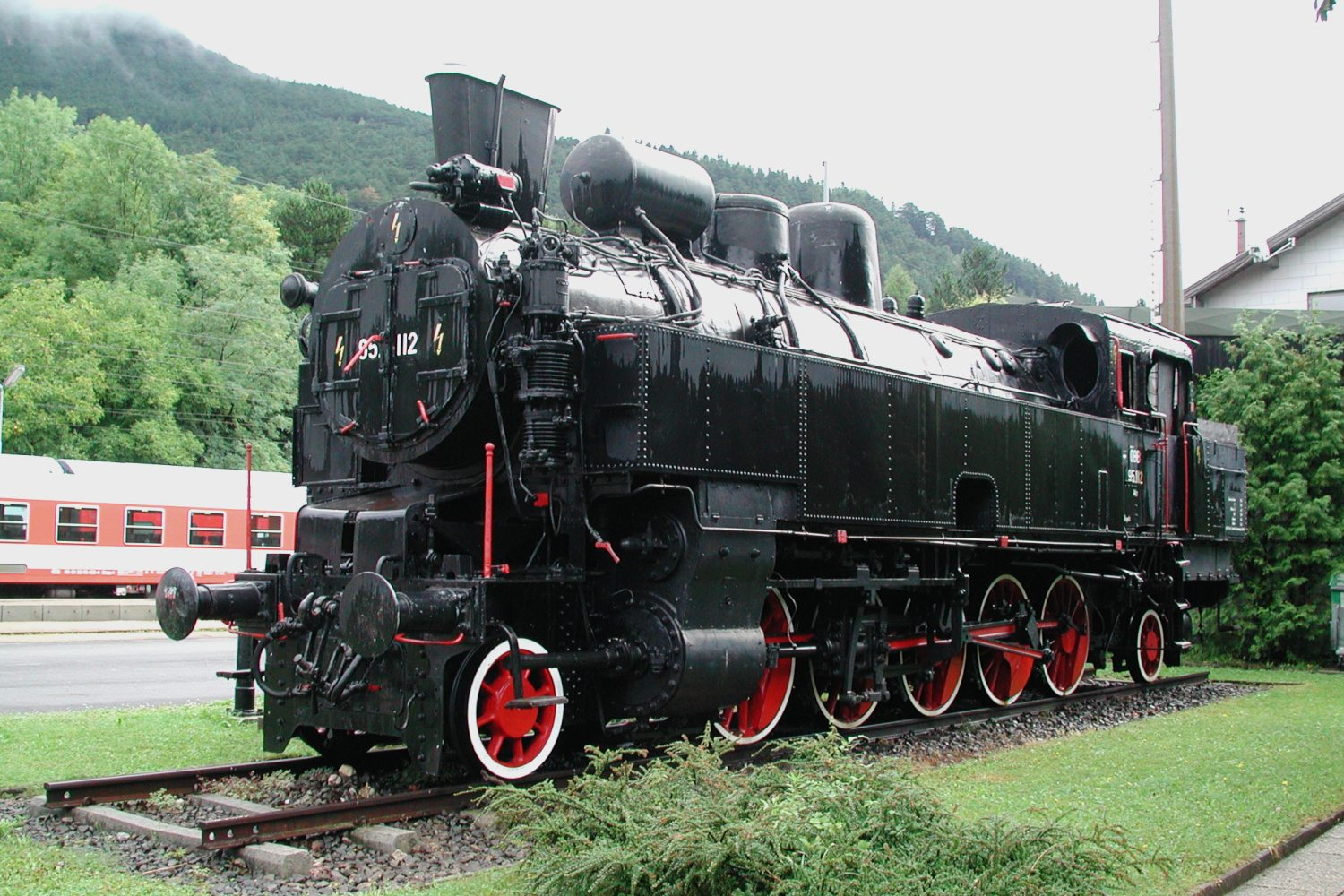
À partir des années 1920, la série 82, plus tard ÖBB 95 - ici comme monument dans la gare de Payerbach-Reichenau
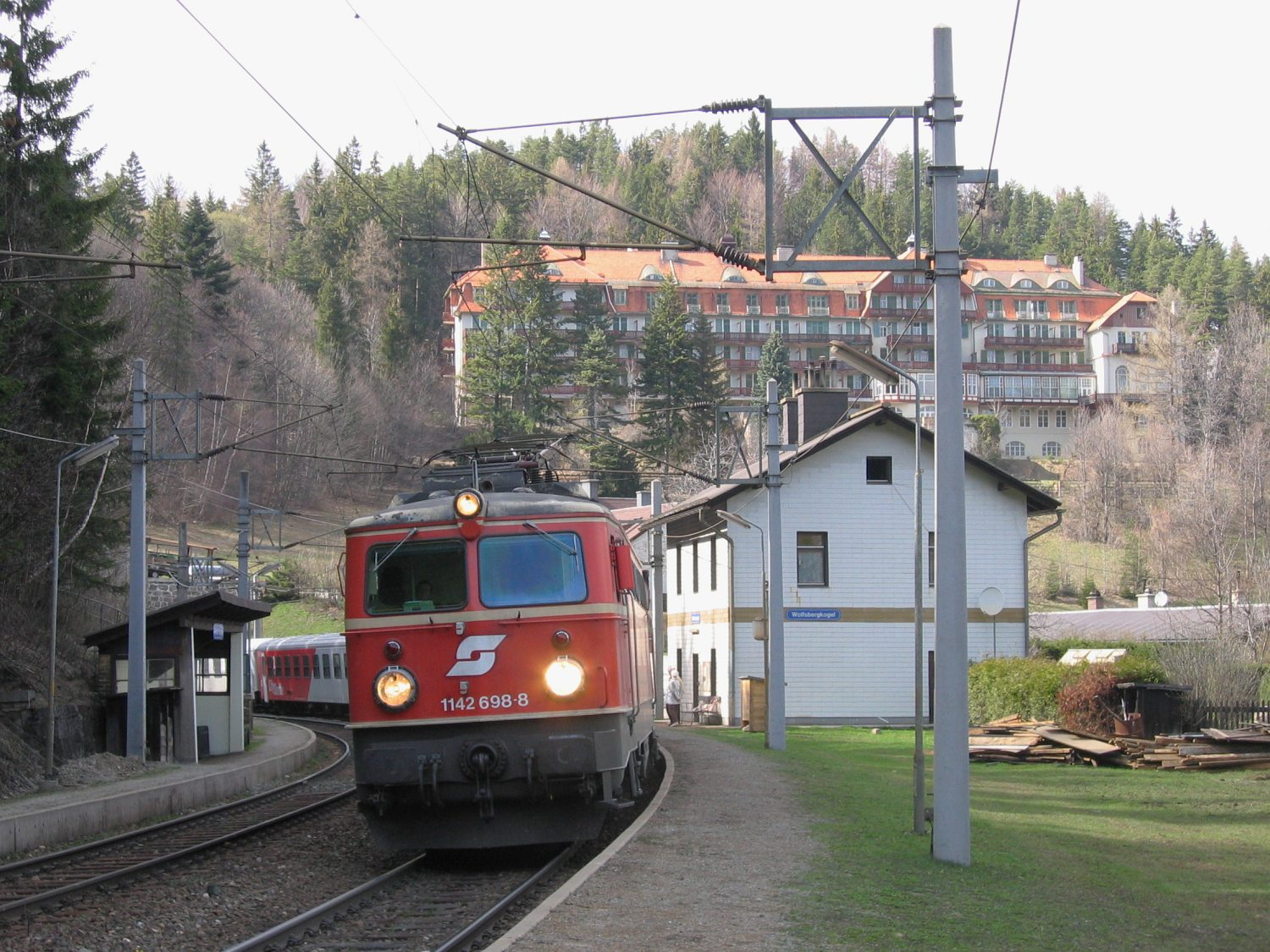
Train régional à l'arrêt Wolfsbergkogel
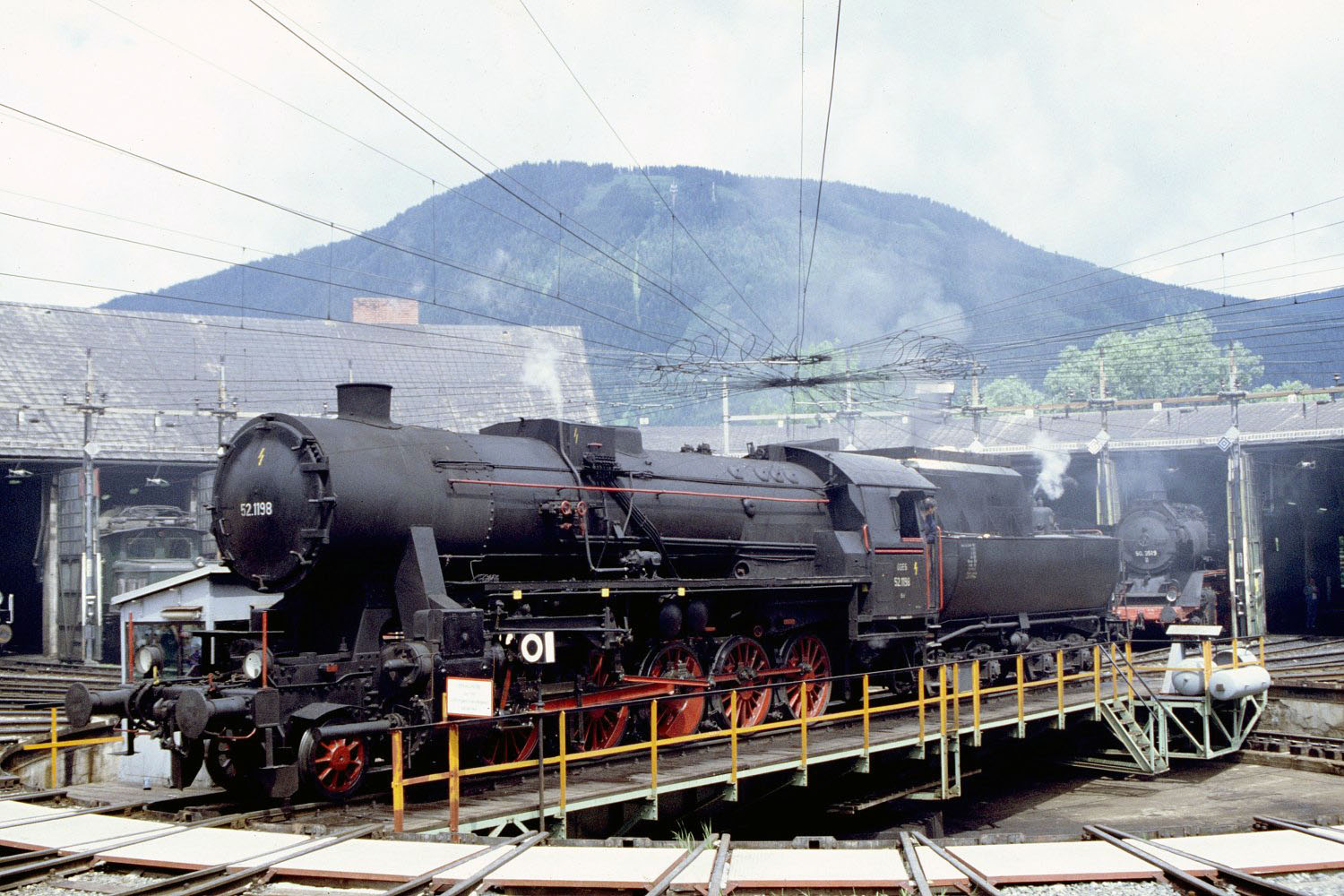
Les locomotives de guerre de la série 52.